# 布朗啟示錄
《布朗啟示錄》是兩集組成並於英國第四台播出的電視系列節目，為節目擔綱的是幻術師戴倫·布朗。第1集上半部份播出於2012年10月26日星期五，而第2集下半部份的結論則於2012年11月2日星期五播出。

## 劇情簡介
| “                            | 他是個智者， 不會因為缺乏而悲傷， 但他會為擁有而快樂。 | ” |
| ——愛比克泰德，公元55年-135年 |                                                        |   |

啟示錄圍繞着一個叫史提芬·布士南的「80後青年」，他終日游手好閒，有着不負責任的態度和自我中心的性格，將生活、朋友、家人、物質視為理所當然。史提芬認為自己「懶惰」和「沒負責感」，而他母親潔克蘭說，有時候覺得史提芬並不愛她。
在一連兩集的節目中，布朗會以史提芬作目標，希望能給史提芬第二次人生，使他意識到目前的生活是多麼重要，令他珍惜他所擁有的。為了實行這個驚天計劃，節目設置成一次「末日降臨」，因為災難性的流星雨（真實存在的英仙座流星雨正包圍着一堆更大、更危險的流星）衝擊地球而造成世界末日。
節目第一階段先從操控史提芬接收的新聞及資訊入手，不但利用駭客入侵他的手機新聞和社交網絡應用程式，更製作談論「隕石襲地球」的電視及電台節目，向他灌輸末日即將來臨的意識，甚至安排「隕石火球」在其身邊墜落及喪屍襲人的場面。
然後史提芬會在預設災難兩週後的一個廢棄軍事醫院蘇醒，他會發現自己與一羣倖存者生活在一個喪屍的世界，因流星撞擊及致命病毒，世界而毀於一旦。在途中他遇上小女孩莉安娜·多克提，並擔當照顧的角色，接着他在逃走路上遇到另一個改變他的角色——賢恩·傑遜。
在此之後為建立史提芬的同理心，他會遇上自私鬼丹尼·高柏，並讓他決定是否接納丹尼到營地。但此時又傳來噩耗，賢恩的妻子莎拉趕到營地，但是又戴上紅色手帶（紅色手帶為染上病毒，藍色手帶為正常），一直領導眾人的賢恩最終決定與莎拉一同離開，史提芬將要掌控大局，負責莉安娜和丹尼的生死，並迎來救援。